# Luca Paolini
Luca Paolini (* 17. Januar 1977 in Mailand) ist ein ehemaliger italienischer Radrennfahrer.

## Sportliche Karriere
Paolini wurde 2000 beim Radsportteam Mapei-Quickstep Profi und wechselte mit Teammanager Patrick Lefevere zu Quick Step, bei dem er bis 2005 blieb. Er gilt als einer der besten Edelhelfer des Straßenradsports, sowohl mit seinen UCI-Teams, wie auch mit der italienischen Nationalmannschaft bei Straßenweltmeisterschaften. Zu Beginn seiner Karriere konnte er als individuelle Erfolge die Halbklassiker Giro del Piemonte, Pfeil von Brabant und Coppa Placci gewinnen. Bei den UCI-Straßen-Weltmeisterschaften 2004 in Verona Dritter im Sprint einer Spitzengruppe hinter Óscar Freire und Erik Zabel.  Bei den HEW Cyclassics wurde Paolini 2005 hinter seinem Teamkollegen Filippo Pozzato Zweiter. Sein bis dahin erfolgreichstes Jahr war 2013, als er den Klassiker Omloop Het Nieuwsblad gewann, einen fünften Platz beim Radsportmonument Mailand–Sanremo und bei seiner ersten Teilnahme bei der Giro d’Italia die dritte Etappe als Solist siegte und das Rosa Trikot erobern. 2015 sprengte er bei Gent–Wevelgem durch eine Attacke kurz vor dem Ziel eine sechsköpfige Spitzengruppe und gewann dadurch sein einzoges UCI WorldTour-Eintagesrennen.
Während der Tour de France 2015 wurde Paolini nach der vierten Etappe positiv auf Kokain getestet und von seinem Team Katusha umgehend aus dem Rennen genommen. Im Dezember 2015 erklärte er in einem Interview mit der Gazzetta dello Sport, abhängig von Schlaftabletten und Kokain gewesen zu sein. Nach dem Tod seines Bruders vor zehn Jahren habe er begonnen, regelmäßig Schlaftabletten zu nehmen. Nach seiner Suspendierung im Sommer habe er sich in eine Entzugsklinik begeben. Der Vorfall bei der Tour sei ein „Weckruf“ gewesen und habe eine Wende in seinem Leben eingeleitet. Sein Fall war bis April 2016 bei der Anti-Doping-Kommission des Weltradsportverbandes UCI anhängig; Paolini war bis dahin suspendiert. Im April 2016 gab die UCI bekannt, dass Paolini rückwirkend für 18 Monate bis zum 6. Januar 2017 gesperrt wurde.
Hierauf erklärte Paolini zunächst seinen Rücktritt, jedoch kündigte er nach Ablauf seiner Sperre im Februar 2017 an, als Mountainbikesportler in den aktiven Sport zurückkehren zu wollen. Entgegen seiner Ankündigung nahm er nicht an den Mountainbike-Marathon-Weltmeisterschaften 2017 teil, auch wird er nicht in den Ranglisten der UCI geführt.

## Ehrungen
2016 wurde ein Asteroid nach ihm benannt: (42697) Lucapaolini.

## Erfolge
| 2000 - eine Etappe Argentinien-Rundfahrt - eine Etappe Tour de l’Avenir 2001 - Grand Prix Lugano 2002 - Giro del Piemonte 2003 - Grand Prix Beghelli 2004 - Pfeil von Brabant - Weltmeisterschaft – Straßenrennen 2006 - Gran Premio Città di Camaiore - eine Etappe Vuelta a España | 2007 - eine Etappe Drei Tage von De Panne 2008 - Trofeo Laigueglia - Coppa Placci 2009 - eine Etappe Settimana Ciclistica Lombarda - Coppa Bernocchi 2013 - Omloop Het Nieuwsblad - eine Etappe Giro d’Italia 2015 - Gent–Wevelgem |

## Grand-Tour-Platzierungen
| Grand Tour            | 2003 | 2004 | 2005 | 2006 | 2007 | 2008 | 2009 | 2010 | 2011 | 2012 | 2013 | 2014 | 2015 |
| --------------------- | ---- | ---- | ---- | ---- | ---- | ---- | ---- | ---- | ---- | ---- | ---- | ---- | ---- |
| Giro d’ItaliaGiro     | –    | –    | –    | –    | –    | –    | –    | –    | –    | –    | 59   | 111  | 111  |
| Tour de FranceTour    | 69   | –    | –    | 100  | –    | –    | –    | –    | –    | 108  | –    | 136  | DNF  |
| Vuelta a EspañaVuelta | –    | DNF  | –    | DNF  | –    | –    | –    | –    | 135  | –    | –    | –    | –    |